# Doom Abuse
Doom Abuse è il sesto album in studio del gruppo musicale statunitense The Faint, pubblicato nel 2014.

## Tracce
1. Help in the Head – 4:22
2. Mental Radio – 2:46
3. Evil Voices – 3:41
4. Salt My Doom – 2:18
5. Animal Needs – 3:50
6. Loss of Head – 2:58
7. Dress Code – 1:47
8. Scapegoat – 2:00
9. Your Stranger – 2:47
10. Lesson from the Darkness – 3:52
11. Unseen Hand – 4:15
12. Damage Control – 4:28